# Beda Angehrn
Beda Angehrn, né le 7 décembre 1725 à Hagenwil (aujourd'hui Amriswil) et mort le 9 mai 1796 à Saint-Gall, est un ecclésiastique suisse, notamment prince-abbé de Saint-Gall.

## Biographie

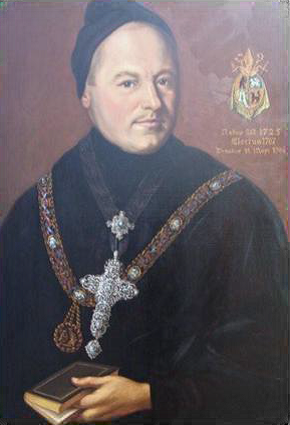
Portrait de Beda Angehrn.

Fils de Johann Konrad, chirurgien, et de Maria Katharina Willi, Beda Angehrn fait ses études au collège des jésuites de Constance et à l'abbaye bénédictine de Saint-Gall où il prononce ses vœux en 1744. Il y est ordonné prêtre en 1749. Il est nommé successivement professeur de théologie à l'université de Saint-Gall en 1753, prieur à Sankt-Johann en 1763, puis prince-abbé de Saint-Gall le 11 mars 1767. À cette charge, qu'il conservera jusqu'à sa mort en 1796, il acquiert en 1768 l'ensemble de la bibliothèque de l'historien Aegidius Tschudi.
À la suite de la Révolution française et des troubles sociaux dans la région, il négocie avec les manifestants menés par le notable Johannes Künzle un accord appelé Gütlicher Vertrag (« Traité à l'amiable » en allemand) qui est adopté lors d'une Landsgemeinde qui se tient le 23 novembre 1795 et qui supprime le servage tout en cédant aux communes plusieurs droits politiques.
Le prince-abbé dit notamment à son clergé :
« Le temps n'est plus où les chefs des États pouvaient impunément indisposer leurs peuples ; nous sommes à une époque où les gouvernants et les gouvernés doivent faire cause commune pour repousser les dangers extérieurs. »